# Крістоф Целлер
Крістоф Целлер  (нім. Christoph Zeller, 14 вересня 1984) — німецький хокеїст на траві, олімпійський чемпіон. Брат Філіппа Целлера.

## Виступи на Олімпіадах
| Олімпіада   | Дисципліна     | Місце |
| ----------- | -------------- | ----- |
| Афіни 2004  | хокей на траві | 3     |
| Пекін 2008  | хокей на траві | 1     |
| Лондон 2012 | хокей на траві | 1     |